# B-Sides
B-sides är den  kanadensiska rockgruppen Danko Jones' tredje samlingsalbum, utgivet 2009 på Bad Taste Records.

## Låtlista
| Nr  | Titel                                         | Original appearance                   | Längd |
| --- | --------------------------------------------- | ------------------------------------- | ----- |
| 1.  | The Rules                                     | bonuslåt på Born a Lion (2002)        | 1:57  |
| 2.  | My Time Is Now                                | bonuslåt på Born a Lion (2002)        | 3:03  |
| 3.  | I Like To Ball                                | B-sida på "I Want You"-singeln (2003) | 1:29  |
| 4.  | Never Again                                   | Danko Jones (1998)                    | 2:19  |
| 5.  | My Problems (Are Your Problems Now)           |                                       | 3:16  |
| 6.  | Starlicker                                    |                                       | 1:38  |
| 7.  | Woogie Boogie                                 | Bonuslåt på We Sweat Blood (2003)     | 2:54  |
| 8.  | Sugar High                                    | Bonuslåt på Never Too Loud (2008)     | 3:36  |
| 9.  | Ice Cold Angel                                |                                       | 1:24  |
| 10. | Choose Me                                     | Bonuslåt på Sleep Is the Enemy (2006) | 2:27  |
| 11. | Big Bed (AC/DC-cover)                         | Danko Jones (1998)                    | 2:06  |
| 12. | Sold My Soul                                  | B-sida på "Dance"-singeln (2003)      | 4:15  |
| 13. | Sex                                           |                                       | 3:48  |
| 14. | Fucked Up                                     | Danko Jones (1998)                    | 2:24  |
| 15. | First Date (US Radio Edit)                    | B-sida på "First Date"-singeln (2006) | 2:50  |
| 16. | Cheater                                       |                                       | 2:06  |
| 17. | Pump It Up (Elvis Costello-cover)             |                                       | 3:17  |
| 18. | The Big Holdout                               |                                       | 2:40  |
| 19. | You Ruin the Day                              | Bonuslåt på Never Too Loud (2008)     | 3:22  |
| 20. | Hit Song                                      | Danko Jones (1998)                    | 1:22  |
| 21. | The Return of Jackie and Judy (Ramones-cover) | The Song Ramones the Same (2002)      | 3:02  |
| 22. | Make a Move                                   |                                       | 3:22  |
| 23. | Drop Your Man                                 |                                       | 2:19  |
| 24. | Thinking of You                               |                                       | 2:29  |
| 25. | RIP RFTC                                      | Bonuslåt på Never Too Loud (2008)     | 2:25  |
| 26. | Peacock Stomp                                 |                                       | 1:50  |
| 27. | Take Me Out on a Stretcher                    | B sida på "I Want You"-singeln (2003) | 2:09  |

## Singlar

### Sugar High
1. "Sugar High"

### Fotnoter
1. ↑  ”B-sides”. Discogs.com. http://www.discogs.com/Danko-Jones-B-Sides/release/3042456. Läst 5 maj 2012.